# ГАЕС Дракенсберг
ГАЕС Дракенсберг — гідроакумулювальна електростанція у Південно-Африканській Республіці, яка споруджена в комплексі із системою водопостачання Тугела — Вааль.

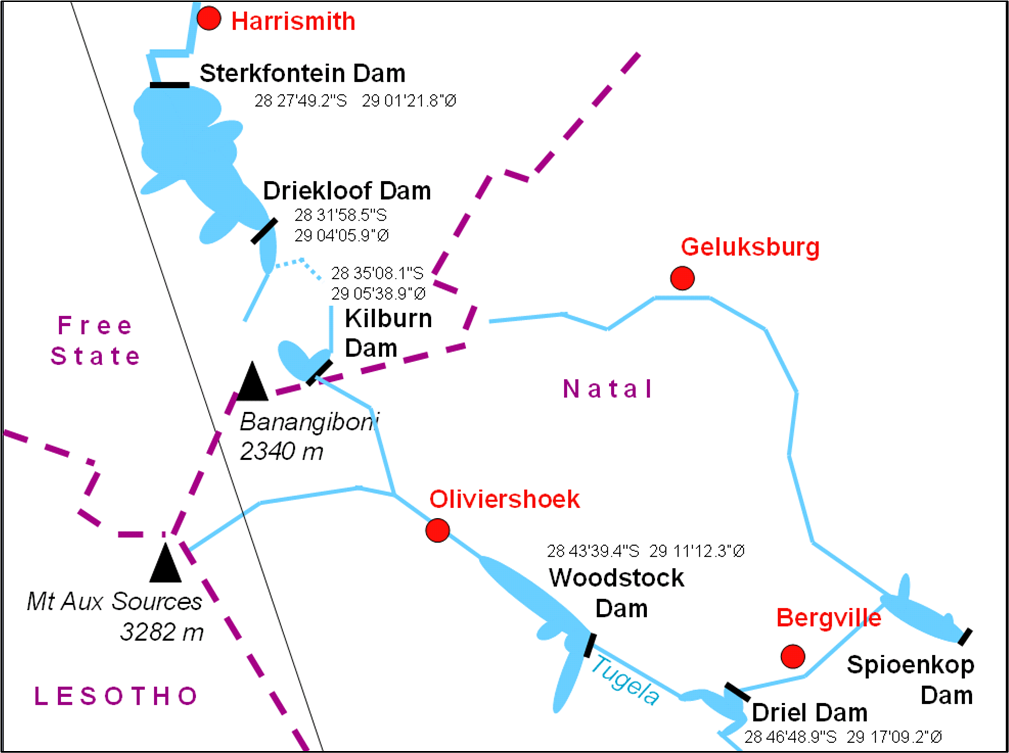
Горизонтальна схема системи Тугела — Вааль

Для забезпечення водою потужного промислового району на північному сході ПАР організували перекидання в басейн річки Вааль (права притока Оранжевої) ресурсу зі сточища інших річок, як то ще одна права притока Оранжевої Malibamats'o (на цій системі працює ГЕС Муела) та Тугела. Остання тече у східному напрямку та впадає в Індійський океан північніше Дурбана. Сточища Ваалю та Тугели стрічаються на водорозділі у Драконових горах, де і створена система транспортування води між ними.
У межах системи на північному боці водорозділу за допомогою греблі Driekloof перекрили Nuwejaarspruit, ліву притоку Вілге, котра, своєю чергою, є лівою притокою Ваалю. Виконана як кам'яно-накидна споруда, Driekloof має висоту 46,6 метра, довжину 500 метрів та потребувала 843 тис. м3 матеріалу. Вона утримує водосховище об'ємом 35,6 млн м3 (корисний об'єм 27,5 млн м3) з припустимим коливанням рівня між позначками 1680 та 1700 метрів НРМ. Воно практично не має свого власного водозбору та поповнюється ресурсом, закачаним з розташованого південніше від водорозділу сточища Тугели (631 млн м3 на рік).

Вертикальна схема системи Тугела — Вааль

Великий перепад висот (понад 400 метрів) між районом Driekloof та протилежною стороною водороздільного хребта призвів до рішення створити тут гідроакумулювальну схему. На невеликій лівій притоці Тугели спорудили земляну греблю Kilburn, котра має висоту 51 метр, довжину 825 метрів та потребувала 2,9 млн м3 матеріалу. Вона утримує сховище з об'ємом 36 млн м3 (корисний об'єм 27 млн м3) з припустимим коливанням рівня між позначками 1235 та 1256 метрів НРМ.

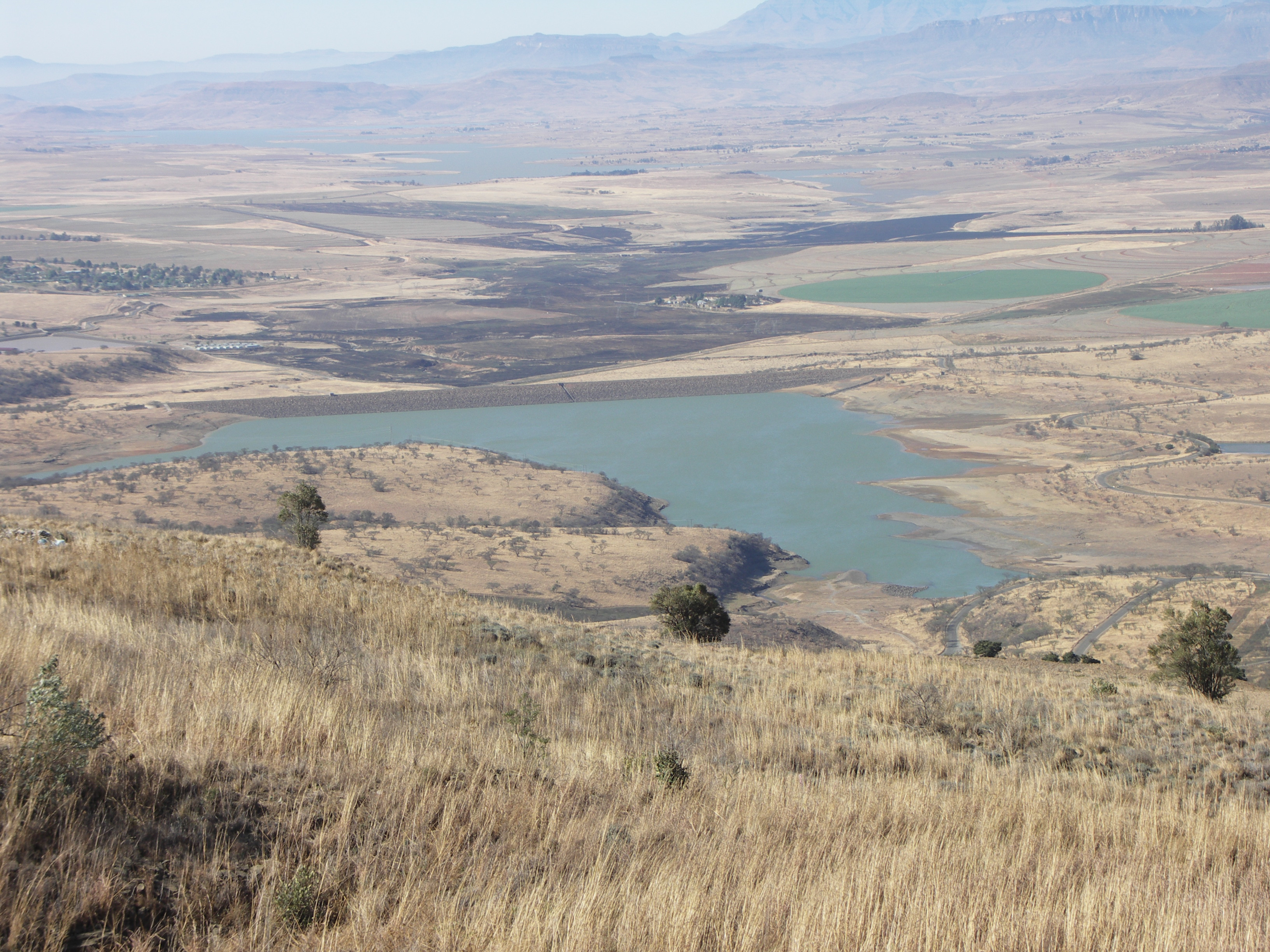
Вид на нижній резервуар (водосховище Kilburn) з висоти водроздільного хребта. На задньому плані видніється сховище Вудсток на Тугелі

Під час пікового попиту використана для виробництва електроенергії вода з Driekloof надходить до сховища Kilburn, а в періоди надлишку (переважно у вихідні дні) закачується назад. Від верхнього резервуара спершу прокладені два підвідні тунелі з діаметром 6 метрів та довжиною близько 1,5 км кожен, котрі після верхніх балансувальних камер діаметром 14 метрів та висотою по 89 метрів переходять у два напірні водоводи до машинного залу довжиною близько 1,6 км кожен. В підземному залі розташовані чотири гідроагрегати у складі оборотних турбін типу Френсіс та мотор-генераторів,  крім того, існують окремі так само підземні приміщення для трансформаторного обладнання та запірної арматури. Відпрацьована вода спершу потрапляє до двох нижніх балансувальних камер діаметром 16 метрів та висотою по 81,6 метра, після чого спрямовується в об'єднаний відвідний тунель діаметром 8,5 метрів та довжиною 1,4 км до нижнього резервуара. Всього при спорудженні станції здійснили вибірку 510 тис. м3 скельних порід, використали 220 тис. м3 бетону та 45 тис. м3 торкрет-бетону.
У генераторному режимі кожен гідроагрегат видає потужність 250 МВт та працює з напором від 400 до 448,5 метрів. У насосному режимі потужність агрегатів становить 270 МВт, а висота підйому складає від 436 до 476 метрів. Для повного заповнення верхнього резервуара потрібно 39 годин. Закачані в останній 27 млн м3 води становлять еквівалент виробітки у 27,6 млн кВт·год. Ефективність гідроакумулювального циклу станції становить 73,7 %, при цьому за рік ГАЕС в середньому споживає 2766 кВт·год електроенергії та виробляє 2041 млн кВт·год.
Видача продукції відбувається по ЛЕП, що працює під напругою 400 кВ. Для виходу на режим ГАЕС потрібні всього три хвилини.
Турбіни станції також можуть працювати як синхронні компенсатори, виконуючи функцію стабілізації енергомережі.